# Kevin Saunderson
Kevin Saunderson   (Brooklyn, 5 de setembre de 1964) Kevin Maurice Saunderson és un productor estatunidenc de música electrònica nascut a Brooklyn. A nou anys es va traslladar a Belleville, un suburbi de Detroit, on va assistir a la Belleville High School i es va fer amic de dos estudiants, Derrick May i Juan Atkins, i que, conjuntament els tres, són considerats els creadors de la música techno, més específicament del «Detroit techno».
Kevin Saunderson va començar la seva carrera com a punxadiscos desenvolupant noves habilitats que el van menar a la producció musical fins a crear el seu propi segell discogràfic, KMS Records. Ha publicat sota múltiples pseudònims, com ara Tronik House, Reese Project, Essar'ay i E-Dancer. El seu projecte més conegut és el grup de música house Inner City, amb la vocalista Paris Grey.

## Àlies
Kevin Saunderson ha publicat treballs discogràfics sota diversos àlies: 
- 2 The Hard Way (amb Scott Kinchen)
- 3 Down (amb Anthony Pearson & Donna Black)
- E-Dancer
- Esser'ay
- Inner City (originàriament Inter City)
- Kaos (amb Ann Saunderson)
- Keynotes
- Kreem (amb Juan Atkins)
- KS Experience
- Reese
- Reese & Santonio
- The Reese Project (amb Ann Saunderson, Michael Nanton & Rachel Kapp)
- Tranzistor (amb Arthur Forest)
- Tronikhouse
- The Elevator
- The Bad Boys (amb Arthur Forest)
- Unreleased Project (amb Ann Saunderson, Dennis White, DJ Tone & Shanna Jackson)
- X-Ray (amb Derrick May & Juan Atkins)

## Discografia
- Big Fun (Ten Records)
- Good Life (Ten Records)
- Bounce Your Body To The Box (Kool Kat Music)
- The Groove That Won't Stop (KMS Records)
- The Sound (KMS Records)
- Network Retro #3 - Back 2 Back Classics (Network Records)
- Faces & Phases (Planet E)
- Powerbass (Sonic Groove)
- Elevator (KMS Records)
- Reese & Santonio - The Sound (Smoothe Mix) (1987)
- Reese & Santonio - Rock To The Beat (Kool Kat Records, 1988)
- Reese - Bassliine (Drive On/Virgin Music, 1991)
- E-Dancer - Velocity Funk / World Of Deep (1997)
- E-Dancer - Heavenly (Planet E, 1998)